# Motohiro Hata
Motohiro Hata (秦基博, Hata Motohiro) é um cantor e compositor japonês. Em 2006 assinou com com a gravadora BMG Japão graças ao single "Synchro" (シンクロ Shinkuro?).

## História
Hata é o caçula de três irmãos. Mudou-se para Yokohama quando completou dois anos. Começou a tocar guitarra aos 3, depois de seu irmão mais velho ganhar 3000¥ (três mil yenes) de um amigo. Na escola secundária, começou a escrever canções e, no colegial, a trabalhar totalmente como músico. 
Em 1999, atuou em seu primeiro grande show na F.A.D Yokohama live house, depois da indicação de um de seus amigos. 
Em 2004, lançou um EP independente, "Orange no Haikei no Akai Seibutsu" (オレンジの背景の赤い静物, Red Object with an Orange Background). Em 2006, assinou contrato com a Augusta Records depois de chamar a atenção de um dos membros da equipe. Ele foi o ato de abertura de Augusta Camp de 2006, em julho. Ele estreou com o single "Synchro" (シンクロ, Shinkuro). 
Em 2008, seu single "Kimi, Meguru, Boku" (キミ、メグル、ボク, You, Turn, Me) foi o seu primeiro hit top 20, alcançando posição de número 15 no ranking da Oricon. "Kimi, Meguru, Boku" foi usada como tema de abertura para o anime Itazura na Kiss. Desde então, ele teve seis singles no top 20 e dois álbuns no top 10 . 
Em 2010, sua canção "Tomei Datta Sekai" foi utilizada como tema de abertura da sétima temporada de Naruto: Shippuden.

## Discografia

### Álbuns
- [2007] "Contrast" (コントラスト Contraste)
- [2008] "Alright" (Tudo certo)
- [2010] "Documentary" (Documentário)
- [2013] "Signed Pop"
- [2014] "Evergreen"
- [2015] "Ao no Kokei" (青の光景)

### EPs
- [2004] "Orange no Haikei no Akai Seibutsu" (オレンジの背景の赤い静物 Objeto vermelho com fundo laranja)
- [2007] "Bokura o Tsunagu Mono" (僕らをつなぐもの O quê nos conecta)
- [2012] "End Roll EP" (エンドロールEP)

### Singles
- [2006]	"Synchro" (シンクロ Shinkuro)
- [2007]	"Uroko" (鱗 Escamas de peixe)
- [2007] "Aoi Chō" (青い蝶 Borboleta azul)
- [2008]	"Kimi, Meguru, Boku" (キミ、メグル、ボク Volta pra mim)
- [2008] "Niji ga Kieta Hi" (虹が消えた日 O dia em que o arco-iris desapareceu)
- [2008] "Forever Song" (フォーエバーソング Para sempre música)
- [2009]	"Asa ga Kuru Mae ni" (朝が来る前に Antes que a manhã venha)
- [2009] "Halation"
- [2010]	"Ai" (アイ Amor)
- [2010] "Tōmei Datta Sekai" (透明だった世界 O mundo estava claro)
- [2010] "Filme de metro"
- [2011] "Minazuki" (水無月)
- [2012] "Arutairu" (アルタイル)
- [2012] "Dear Mr. Tomorrow"
- [2013] "Hatsukoi / Goodbye Issac" (初恋/グッドバイ・アイサック)
- [2013] "Kotonoha" (言ノ葉)
- [2014] "Dialogue Monologue"
- [2014] "Himawari no Yakusoku" (ひまわりの約束)
- [2015] "Suisai no Tsuki" (水彩の月)
- [2015] "Q&A"
- [2016] "Sumire" (スミレ)
- [2016] "70 Oku Pieces / Owari no Nai Sora" (70億ピース/終わりのない空)